# فلورین پوکا
فلورین پوکا (رومانیایی: Florin Pucă؛ ۲۴ آوریل ۱۹۳۲ – ۲۳ فوریهٔ ۱۹۹۰) بازیگر و تصویرساز و طراح گرافیک اهل رومانی بود.
از فیلم‌ها یا مجموعه‌های تلویزیونی که وی در آن‌ها نقش داشته‌است، می‌توان به بادبان‌های برافراشته اشاره نمود.